# Fiberoptik

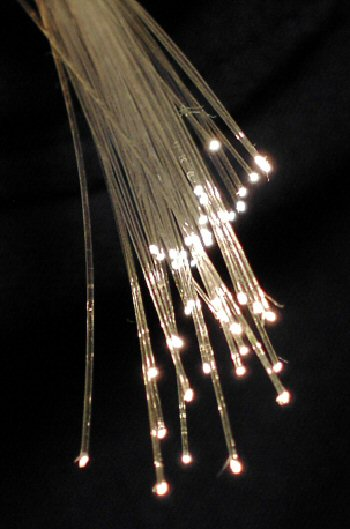
Optiska fibrer.

Fiberoptik är ett optiskt system för överföring av ljus eller data där ljus leds genom så kallade optiska fibrer, vars kärnor är gjorda av mycket rent glas eller plast från flera millimeters diameter ned till mindre än ett hårstrås diameter. Dessa glas- eller plastkärnor är omslutna av ett mantelhölje och vanligtvis också av ett skyddande skal.

## Teknik

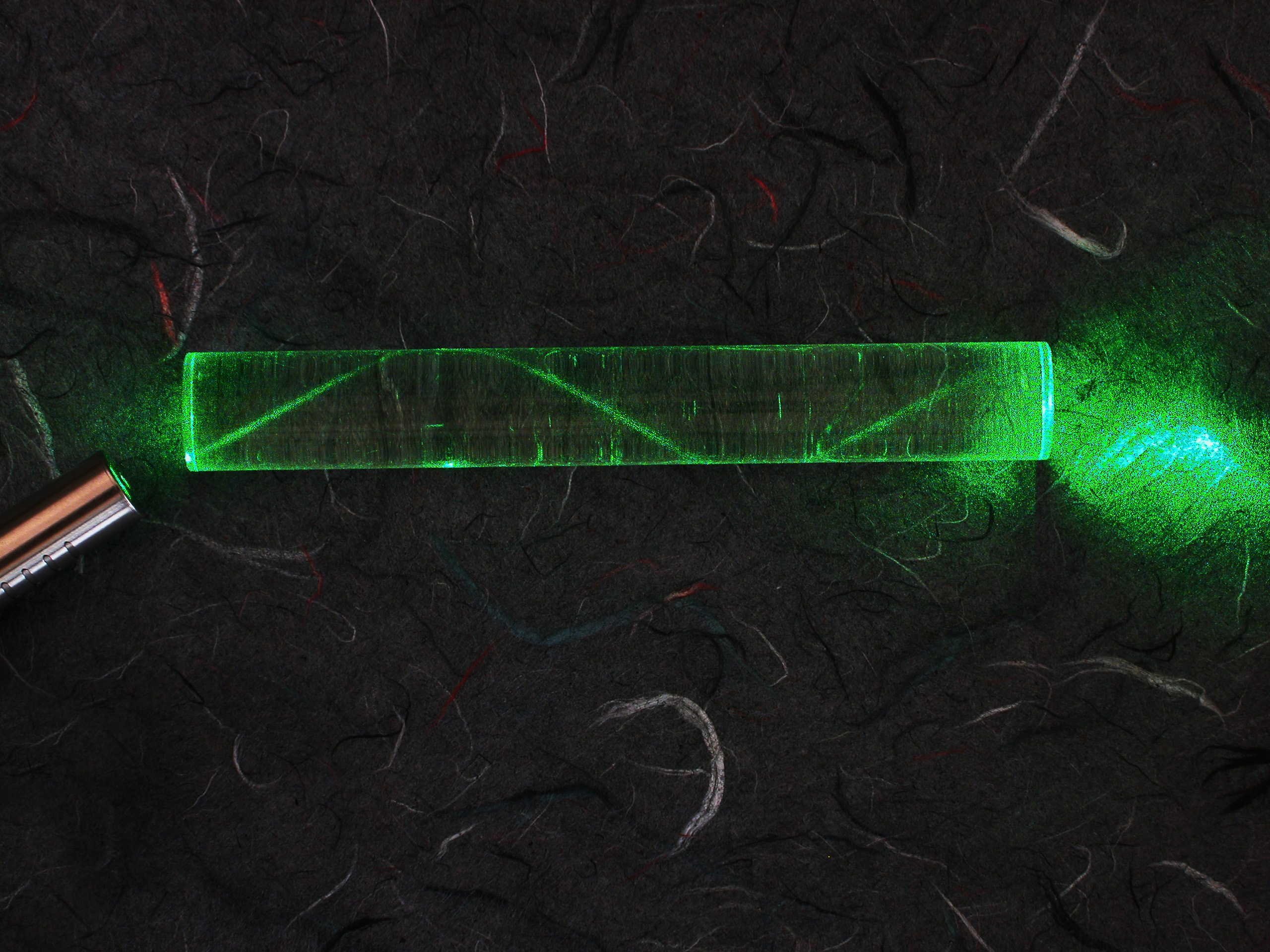
Totalreflektion i en enkel optisk fiber.

Fiberoptiken fungerar genom att ljusstrålen inuti kärnan totalreflekteras mot gränsytan till manteln. Således kan ljuset färdas mycket långa sträckor, förutsatt att kärnan är optiskt tätare än manteln och att infallsvinkeln mot mantelytan överstiger gränsvinkeln för totalreflektion.
De förluster som sker i ett fiberoptiskt system beror huvudsakligen på små orenheter som absorberar en del av ljuset. Förluster beror även på ojämnheter i ytan där totalreflektionen sker. Sådana ojämnheter kan påverka ljusstrålars reflektionsvinkel så att de faller utanför totalreflektion. Den ljusvinkel en optisk fiber kan ta emot ljus för totalreflektion varierar och är beroende dels av vilken våglängd ljuset har, dels av ingående material i kärna och i mantel. Hur mycket av signalen som absorberas i ett system beror även på det sända ljusets våglängd.
Ett fiberoptiskt överföringssystem består av en sändare som skickar iväg och kodar ljussignaler genom de optiska fibrerna, samt av en mottagare som tar emot och avkodar dem. Om fibersystemet sträcker sig över långa avstånd, finns det ofta behov av signalförstärkare, som är utplacerade mellan sändaren och mottagaren.
Sändaren skickar ut ljus antingen med hjälp av laser eller med hjälp av lysdioder. Fördelen med lasersändare är dels att de kan överföra mer energi till den optiska fibern, dels att de inte ger så stor spridning av pulsen (dispersion). En lägre dispersion ger större överföringskapacitet (bandbredd). Lasersändare är dock dyrare och mer temperaturkänsliga än lysdioder. Mottagaren översätter ljussignalerna till elektriska impulser som skickas till dator, TV eller telefon. För att upptäcka ljuset använder mottagaren sig av fotoceller eller fotodioder. De vanligaste ljusvåglängderna som används är 850, 1 310 och 1 550 nanometer, det vill säga infrarött ljus. Förlusterna är minst när våglängden är 1 550 nanometer, men samtidigt är de tekniska besvärligheterna då störst. För att öka kapaciteten kan flera våglängder blandas genom Wavelength Division Multiplexing.

### Tillverkning
Idag finns det två typer av optiska fibrer; singelmode (även benämnd monomode) och multimode.
Fördelen med singelmodefibrer är att alla signaler går lika lång väg genom fibern, och därför kan man sända signaler mycket längre väg innan de måste renas i en repeater. Ljuset som sänds i singelmodefibrer kommer vanligtvis från en laser.  Kärndiametern på singelmodefiber brukar vara 10 mikrometer eller mindre.
Multimodefibrer har större kärndiameter än singelmode och ljuset som sänds kommer vanligtvis från lysdioder. Vanliga yttermått på manteln är 125 mikrometer (en åttondels millimeter) i ytterdiameter, och på kärnan 62,5 mikrometer. 50 mikrometer blir allt vanligare i och med OM3-standarden.
Multimode-fiber används främst inom byggnader. Tidigare var tekniken för multimode betydligt billigare, då man kunde använda ljusdioder istället för laser och också att multimodefibrerna var billigare. Numera används singelmode allt oftare hela vägen, också på korta avstånd, eftersom singelmodefiber och utrustning för den blivit allt billigare. Fördelarna med singelmode gäller främst vid långa sträckor och snabba överföringar, till exempel mellan städer och byggnader.

## Användningsområden

### Kommunikation

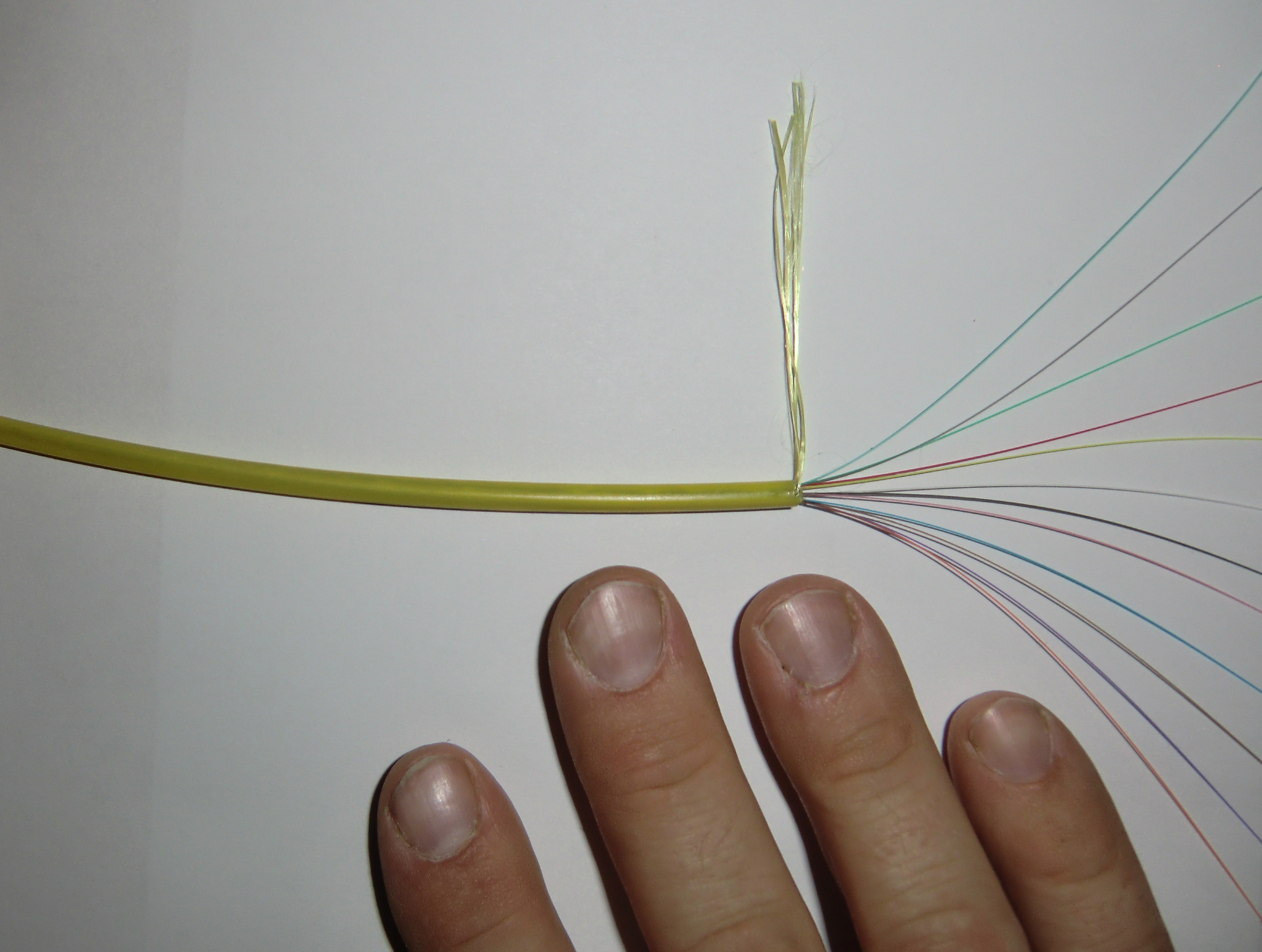
Fiberkabel innehållande tolv stycken singelmode-fiber för FTTH.

Fiberoptik används idag i stor omfattning till kommunikation. Fiberoptik som ett användbart kommunikationsverktyg har funnits i drygt 40 år; före år 1970 kunde endast fibrer framställas som dämpade ljussignalerna alltför kraftigt. År 1970 tillverkade forskare vid Corning Glass Works i USA de första optiska fibrerna som kunde användas praktiskt utan stora signalförluster. Sedan dess har utvecklingen av fiberoptiken fortsatt. Tack vare denna utveckling har det bland annat blivit möjligt att överföra ljussignaler för telekommunikation över långa sträckor med mycket hög bandbredd.
Av tradition och av praktiska skäl har koppartråd alltid använts inom telekommunikation, men nu konkurreras den mer och mer ut av de optiska fibrerna. De optiska fibrernas viktigaste fördelar gentemot koppartråd är att:
- Fibrerna är billigare än koppartråd
- Fibrerna är tunnare än koppartråd. Därigenom blir det möjligt att bunta ihop fler fibrer i en kabel med en given diameter än koppartråd, vilket i sin tur gör att exempelvis fler telefonlinjer får plats.
- Ljussignaler dämpas och förvrängs mindre i optiska fibrer än elektriska signaler i koppartråd. Därför räcker det att ha en sändare som förbrukar lite elektricitet. Dessutom krävs en förstärkare endast vid var 100 kilometer vid singelmode-fiber[källa behövs] jämfört med 1,5 kilometer för koaxialkabel.

En annan fördel med optiska ledare är att de är svåra att avlyssna eftersom de inte avger elektromagnetiska fält på samma sätt som elektriska ledare gör.

### Medicin
Optiska fibrer används vid endoskopi då man för in ett instrument i kroppen för att göra en optisk undersökning eller som hjälp vid titthålsoperationer. Ett annat användningsområde är för behandling av cancertumörer. Det finns även medicintekniska produkter innehållande fiber som vid en dialys kan varna ifall det är ett läckage. Ett läckage vid en dialys kan nämligen tömma kroppen på blod på mindre än 2 minuter. För att undvika detta läser fibern av färgen på vätskan vilket gör att det inte larmar ifall patienter svettas under dialysen, utan enbart när det läcker blod.

### Belysning
Fiberoptik används även för att leda synligt ljus för belysningsändamål. Då används som regel de grövre diametrarna på fibrerna. Det är svårare att leda ljus för belysningsändamål än för kommunikationsändamål. Vid kommunikation kan ljussignalstyrkan falla tusenfalt i styrka men ändå vara fullt avläsbar och möjlig att återförstärka för att sända vidare. Med ljus för upplysningsändamål är ett motsvarande ljustapp naturligtvis ej meningsfullt. Med fiberoptik av plast kan ljusledning på cirka 15–20 meter anses vara maximal längd.[källa behövs] Med fiberoptik av kvartsglas kan motsvarande ljusledning vara dryga 100 meter. Det finns system för att leda in solens ljus i fiberoptik för upplysningsändamål.

## Historik
Fiberoptik är en förhållandevis enkel och gammal teknik. Styrning av ljus med hjälp av refraktion, principen som gör optiska fibrer möjliga demonstrerades först av Daniel Colladon och Jaques Babinet i Paris och publicerades 1842. John Tyndall inkluderade detta som en demonstration i en föreläsning och skrev om inre totalreflektion i en introduktionsbok om ljus 1870: 
| ” | När ljus passerar från luft till vatten så böjs ljuset mot den räta vinkeln från vattenytan. När ljus passerar från vatten till luft så böjs ljuset bort från den räta vinkeln. Om infallsvinkeln är större än 48 grader så lämnar inte strålen vattnet alls: det kommer att totalreflekteras vid ytan... Vinkeln som markerar gränsen för när totalreflektion sker kallas den begränsande vinkeln. För vatten är denna vinkel 48°27', för flintglas är den 38°41' medan den är 23°42' för diamant. | „ |

Praktiska tillämpningar inom tandvård och sjukvård började komma under det andra och tredje årtiondet under 1900-talet med användning för belysning under medicinska ingrepp.
1952 ledde upptäckter av fysikern Narinder Singh Kapany till att han uppfann den optiska fibern.
1956 patenterade Basil Hirschowitz, C. Wilbur Peters och Lawrence E. Curtiss det första fiberoptiska semiflexibla gastroskopet.
1963 föreslog Jun-ichi Nishizawa, en japansk forskare vid Tohoku universitet, att optiska fiber kan användas till kommunikation.
1965 Charles K. Kao och George A. Hockham som arbetade vid the British company Standard Telephones and Cables (STC) propagerade för idén att attenueringen (förlusterna) i optiska fiber kunde reduceras under 20 decibel per kilometer vilket gör fiber till ett praktiskt medium för kommunikation. Charles K. Kao delade 2009 Nobelpriset i fysik för denna upptäckt.
1991 utvecklades foton-kristall-fibrer vilka blev kommersiellt tillgängliga 2000. Dessa kan designas för att överföra högre effekt än konventionella fibrer och kan manipuleras för att öka prestandan i vissa applikationer.